# Cirkovljan
Cirkovljan (mađarski Drávaegyház) je naselje u Republici Hrvatskoj, u sastavu Grada Preloga, Međimurska županija. 
Cirkovljan je jedna od dvije filijale župe sv. Jakoba st. ap. Prelog. Samo mjesto nalazi se s istočne strane Preloga. 
Mjesto Cirkovljan spominje se već u prvom popisu župa Zagrebačke biskupije 1334. godine. 
Donja, Gornja, Trg Svetog Lovre, Zdenci, Nova, Brestek, Dravska, Cvjetna su ulice mjesta Cirkovljan. 
Nogometni klub Naprijed osnovan 1930. god. domaće prvenstvene utakmice igra u Sportskom parku Zdenci i trenutačno igra u 1. Međimurskoj ligi. 
Udruge koje djeluju u mjestu su Dvd Cirkovljan, Šrd Ostriž, Nogometni klub Naprijed .

## Poznate osobe
- Matija Berljak, domaći sin, svećenik i kanonik Prvostolnog kaptola zagrebačkog, profesor prava na Katoličkom bogoslovnom fakultetu i veliki donator Muzeja Croata Insulanus Grada Preloga.
- Antun Mikec, zagrebački poduzetnik rodom iz Cirkovljana, donator za Trg Sv. Lovre, Zaklada Mikec dodjeljuje stipendije za nadarene učenike i studente pri čemu prednost imaju učenici slabijeg imovinskog stanja u Međimurskoj županiji.
- Boštjan Cesar, otac rodom iz Cirkovljana, nekadašnji igrač zagrebačkog Dinama i nekadašnji kapetan i reprezentativac Slovenije.

## Stanovništvo
Prema popisu stanovništva iz 2001. godine, naselje je imalo 819 stanovnika te 229 obiteljskih kućanstava.
| broj stanovnika | 936   | 1036  | 1016  | 1113  | 1148  | 1291  | 1444  | 1257  | 1337  | 1343  | 1157  | 1024  | 949   | 945   | 819   | 818   | 694   |
|                 | 1857. | 1869. | 1880. | 1890. | 1900. | 1910. | 1921. | 1931. | 1948. | 1953. | 1961. | 1971. | 1981. | 1991. | 2001. | 2011. | 2021. |